# 디어문 프로젝트

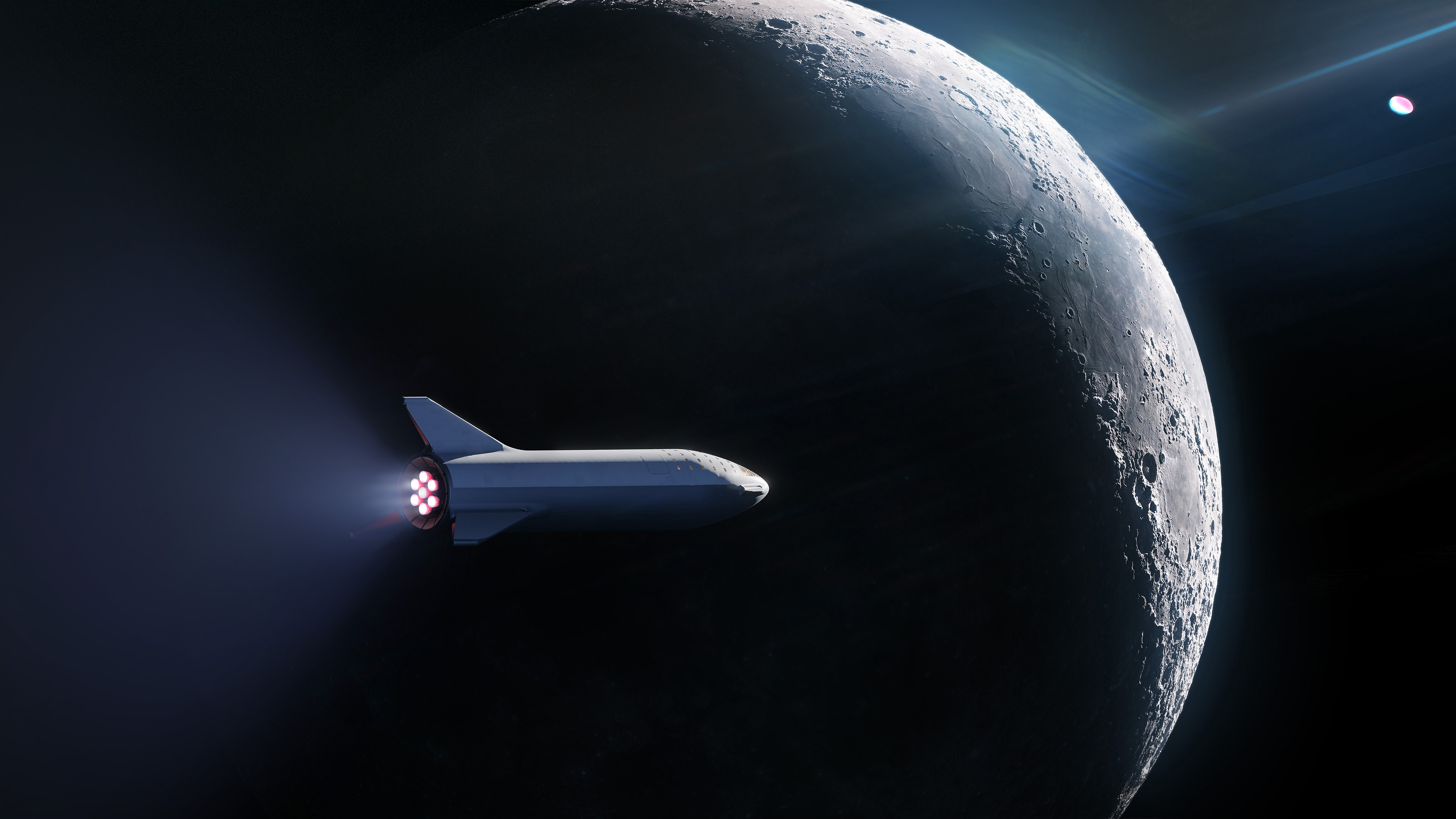

디어문 프로젝트(DearMoon project)는 일본의 억만장자 마에자와 유사쿠가 구상하고 자금을 조달한 달 관광 임무이자 예술 프로젝트로 계획되었다. 마에자와와 8명의 민간 예술가가 스페이스X 스타십 (로켓) 우주선을 타고 달 주위의 달 주위 궤도를 비행하는 모습을 보았을 것이다.
마에자와는 우주 관광의 경험이 동행하는 승객들에게 새로운 것을 창조하는 데 영감을 줄 것으로 기대한다고 말했다. 만약 성공했다면 이 작품은 지구로 돌아온 뒤 세계 평화 증진을 목표로 전시됐을 것이다.
이 프로젝트는 2018년 9월에 공개되었으며 당초 2023년 발사 예정이었다. 스타십 개발 지연으로 인해 지연되다가 2024년 6월에 완전히 취소되었다.

## 같이 보기
- 아르테미스 2호
- 달 탐사
- 폴라리스 계획
- 달 관광